# Campeonato de Fútbol Femenino 1992 (Argentina)
El Campeonato de Fútbol Femenino 1992 fue la segunda edición del torneo oficial de fútbol femenino disputado en Argentina. Fue organizado por la Asociación del Fútbol Argentino (AFA). Participaron 9 equipos, todos contra todos a rondas de ida y vuelta. El campeón fue Boca Juniors.

## Equipos participantes
En cursiva, los equipos debutantes en el torneo.
| Equipo            | Ciudad       |
| ----------------- | ------------ |
| Argentino (M)     | Merlo        |
| Boca Juniors      | Buenos Aires |
| Central Ballester | San Martín   |
| Chacarita Juniors | Buenos Aires |
| Independiente     | Avellaneda   |
| River Plate       | Buenos Aires |
| Sacachispas       | Buenos Aires |
| Villa Dálmine     | Campana      |
| Yupanqui          | Buenos Aires |

## Tabla de posiciones
| Pos | Equipo            | Pts | PJ | G  | E | P  | GF | GC |
| --- | ----------------- | --- | -- | -- | - | -- | -- | -- |
| 1.º | Boca Juniors      | 30  | 16 | 15 | 0 | 1  | 69 | 11 |
| 2.º | River Plate       | 29  | 16 | 14 | 1 | 1  | 59 | 9  |
| 3.º | Yupanqui          | 22  | 16 | 10 | 2 | 4  | 41 | 23 |
| 4.º | Sacachispas       | 18  | 16 | 8  | 2 | 6  | 42 | 31 |
| 5.º | Independiente     | 15  | 16 | 6  | 3 | 7  | 28 | 33 |
| 6.º | Central Ballester | 12  | 16 | 5  | 2 | 9  | 21 | 44 |
| 7.º | Chacarita Juniors | 7   | 16 | 3  | 1 | 12 | 12 | 34 |
| 8.º | Argentino (M)     | 6   | 16 | 3  | 0 | 13 | 21 | 69 |
| 9.º | Villa Dálmine     | 5   | 16 | 2  | 1 | 13 | 15 | 54 |

## Resultados
| Fecha 1              | Fecha 1   | Fecha 1       | Fecha 1           | Fecha 1    | Fecha 1 |
| Local                | Resultado | Visitante     | Estadio           | Fecha      |         |
| -------------------- | --------- | ------------- | ----------------- | ---------- | ------- |
| Chacarita Juniors    | 0 - 1     | Boca Juniors  | Chacarita Juniors | 5 de julio |         |
| Villa Dálmine        | 0 - 2     | River Plate   | Villa Dálmine     | 5 de julio |         |
| Central Ballester    | 3 - 4     | Sacachispas   | Central Ballester | 5 de julio |         |
| Yupanqui             | 7 - 1     | Argentino (M) | Predio Camea      | 5 de julio |         |
| Libre: Independiente |           |               |                   |            |         |

| Fecha 2              | Fecha 2   | Fecha 2           | Fecha 2               | Fecha 2     | Fecha 2 |
| Local                | Resultado | Visitante         | Estadio               | Fecha       |         |
| -------------------- | --------- | ----------------- | --------------------- | ----------- | ------- |
| Argentino (M)        | 1 - 2     | Central Ballester | Argentino de Merlo    | 12 de julio |         |
| Boca Juniors         | 2 - 0     | Independiente     | Boca Juniors Auxiliar | 12 de julio |         |
| River Plate          | 5 - 0     | Yupanqui          | River Plate Auxiliar  | 12 de julio |         |
| Sacachispas          | 3 - 1     | Chacarita Juniors | Sacachispas Auxiliar  | 12 de julio |         |
| Libre: Villa Dálmine |           |                   |                       |             |         |

| Fecha 3             | Fecha 3   | Fecha 3       | Fecha 3                | Fecha 3     | Fecha 3 |
| Local               | Resultado | Visitante     | Estadio                | Fecha       |         |
| ------------------- | --------- | ------------- | ---------------------- | ----------- | ------- |
| Chacarita Juniors   | 0 - 4     | Argentino (M) | Chacarita Juniors      | 19 de julio |         |
| Independiente       | 3 - 6     | Sacachispas   | Independiente Auxiliar | 19 de julio |         |
| Central Ballester   | 0 - 7     | River Plate   | Central Ballester      | 19 de julio |         |
| Yupanqui            | 8 - 1     | Villa Dálmine | Predio Camea           | 19 de julio |         |
| Libre: Boca Juniors |           |               |                        |             |         |

| Fecha 4          | Fecha 4   | Fecha 4           | Fecha 4              | Fecha 4     | Fecha 4 |
| Local            | Resultado | Visitante         | Estadio              | Fecha       |         |
| ---------------- | --------- | ----------------- | -------------------- | ----------- | ------- |
| Argentino de (M) | 0 - 1     | Independiente     | Argentino de Merlo   | 26 de julio |         |
| River Plate      | 1 - 0     | Chacarita Juniors | River Plate Auxiliar | 26 de julio |         |
| Villa Dálmine    | 2 - 3     | Central Ballester | Villa Dálmine        | 26 de julio |         |
| Sacachispas      | 1 - 4     | Boca Juniors      | Sacachispas Auxiliar | 26 de julio |         |
| Libre: Yupanqui  |           |                   |                      |             |         |

| Fecha 5            | Fecha 5   | Fecha 5          | Fecha 5           | Fecha 5     | Fecha 5 |
| Local              | Resultado | Visitante        | Estadio           | Fecha       |         |
| ------------------ | --------- | ---------------- | ----------------- | ----------- | ------- |
| Boca Juniors       | 10 - 0    | Argentino de (M) | Boca Juniors      | 2 de agosto |         |
| Chacarita Juniors  | 0 - 1     | Villa Dálmine    | Chacarita Juniors | 2 de agosto |         |
| Independiente      | 0 - 2     | River Plate      | Independiente     | 2 de agosto |         |
| Central Ballester  | 0 - 4     | Yupanqui         | Chacarita Juniors | 2 de agosto |         |
| Libre: Sacachispas |           |                  |                   |             |         |

| Fecha 6                  | Fecha 6   | Fecha 6           | Fecha 6            | Fecha 6     | Fecha 6 |
| Local                    | Resultado | Visitante         | Estadio            | Fecha       |         |
| ------------------------ | --------- | ----------------- | ------------------ | ----------- | ------- |
| Argentino de (M)         | 0 - 7     | Sacachispas       | Argentino de Merlo | 9 de agosto |         |
| River Plate              | 2 - 0     | Boca Juniors      | Excursionistas     | 9 de agosto |         |
| Villa Dálmine            | 1 - 6     | Independiente     | Villa Dálmine      | 9 de agosto |         |
| Yupanqui                 | 3 - 1     | Chacarita Juniors | Club Savio 80      | 9 de agosto |         |
| Libre: Central Ballester |           |                   |                    |             |         |

| Fecha 7              | Fecha 7   | Fecha 7           | Fecha 7                | Fecha 7      | Fecha 7 |
| Local                | Resultado | Visitante         | Estadio                | Fecha        |         |
| -------------------- | --------- | ----------------- | ---------------------- | ------------ | ------- |
| Boca Juniors         | 7 - 3     | Villa Dálmine     | Boca Juniors Auxiliar  | 16 de agosto |         |
| Chacarita Juniors    | 1 - 0     | Central Ballester | Chacarita Juniors      | 16 de agosto |         |
| Independiente        | 0 - 2     | Yupanqui          | Independiente Auxiliar | 16 de agosto |         |
| Sacachispas          | 0 - 1     | River Plate       | Sacachispas            | 16 de agosto |         |
| Libre: Argentino (M) |           |                   |                        |              |         |

| Fecha 8                  | Fecha 8   | Fecha 8       | Fecha 8            | Fecha 8      | Fecha 8 |
| Local                    | Resultado | Visitante     | Estadio            | Fecha        |         |
| ------------------------ | --------- | ------------- | ------------------ | ------------ | ------- |
| Villa Dálmine            | 0 - 1     | Sacachispas   | Villa Dálmine      | 22 de agosto |         |
| River Plate              | 13 - 3    | Argentino (M) | Argentinos Juniors | 23 de agosto |         |
| Central Ballester        | 1 - 1     | Independiente | Central Ballester  | 23 de agosto |         |
| Yupanqui                 | 1 - 2     | Boca Juniors  | Club Savio 80      | 23 de agosto |         |
| Libre: Chacarita Juniors |           |               |                    |              |         |

| Fecha 9            | Fecha 9   | Fecha 9           | Fecha 9                | Fecha 9         | Fecha 9 |
| Local              | Resultado | Visitante         | Estadio                | Fecha           |         |
| ------------------ | --------- | ----------------- | ---------------------- | --------------- | ------- |
| Argentino (M)      | 4 - 2     | Villa Dálmine     | Argentino de Merlo     | 29 de agosto    |         |
| Boca Juniors       | 4 - 0     | Central Ballester | Boca Juniors Auxiliar  | 6 de septiembre |         |
| Independiente      | 1 - 1     | Chacarita Juniors | Independiente Auxiliar | 6 de septiembre |         |
| Sacachispas        | 2 - 2     | Yupanqui          | Sacachispas            | 6 de septiembre |         |
| Libre: River Plate |           |                   |                        |                 |         |

| Fecha 10             | Fecha 10  | Fecha 10          | Fecha 10              | Fecha 10         | Fecha 10 |
| Local                | Resultado | Visitante         | Estadio               | Fecha            |          |
| -------------------- | --------- | ----------------- | --------------------- | ---------------- | -------- |
| Argentino (M)        | 0 - 1     | Yupanqui          | Argentino de Merlo    | 12 de septiembre |          |
| Boca Juniors         | 5 - 0     | Chacarita Juniors | Boca Juniors Auxiliar | 13 de septiembre |          |
| River Plate          | 5 - 1     | Villa Dálmine     | Excursionistas        | 13 de septiembre |          |
| Sacachispas          | 3 - 3     | Central Ballester | Sacachispas Auxiliar  | 13 de septiembre |          |
| Libre: Independiente |           |                   |                       |                  |          |

| Fecha 11             | Fecha 11  | Fecha 11      | Fecha 11               | Fecha 11         | Fecha 11 |
| Local                | Resultado | Visitante     | Estadio                | Fecha            |          |
| -------------------- | --------- | ------------- | ---------------------- | ---------------- | -------- |
| Chacarita Juniors    | 0 - 3     | Sacachispas   | Chacarita Juniors      | 20 de septiembre |          |
| Independiente        | 0 - 3     | Boca Juniors  | Independiente Auxiliar | 20 de septiembre |          |
| Central Ballester    | 0 - 1     | Argentino (M) | Central Ballester      | 20 de septiembre |          |
| Yupanqui             | 0 - 3     | River Plate   | Club Savio 80          | 20 de septiembre |          |
| Libre: Villa Dálmine |           |               |                        |                  |          |

| Fecha 12            | Fecha 12  | Fecha 12          | Fecha 12             | Fecha 12         | Fecha 12 |
| Local               | Resultado | Visitante         | Estadio              | Fecha            |          |
| ------------------- | --------- | ----------------- | -------------------- | ---------------- | -------- |
| Villa Dálmine       | 0 - 0     | Yupanqui          | Villa Dálmine        | 26 de septiembre |          |
| Argentino (M)       | 0 - 4     | Chacarita Juniors | Argentino de Merlo   | 27 de septiembre |          |
| River Plate         | 5 - 0     | Central Ballester | Argentinos Juniors   | 27 de septiembre |          |
| Sacachispas         | 2 - 3     | Independiente     | Sacachispas Auxiliar | 27 de septiembre |          |
| Libre: Boca Juniors |           |                   |                      |                  |          |

| Fecha 13          | Fecha 13  | Fecha 13      | Fecha 13               | Fecha 13     | Fecha 13 |
| Local             | Resultado | Visitante     | Estadio                | Fecha        |          |
| ----------------- | --------- | ------------- | ---------------------- | ------------ | -------- |
| Boca Juniors      | 3 - 2     | Sacachispas   | Boca Juniors Auxiliar  | 4 de octubre |          |
| Chacarita Juniors | 0 - 7     | River Plate   | Chacarita Juniors      | 4 de octubre |          |
| Independiente     | 5 - 3     | Argentino (M) | Independiente Auxiliar | 4 de octubre |          |
| Central Ballester | 6 - 1     | Villa Dálmine | Central Ballester      | 4 de octubre |          |
| Libre: Yupanqui   |           |               |                        |              |          |

| Fecha 14           | Fecha 14  | Fecha 14          | Fecha 14               | Fecha 14        | Fecha 14 |
| Local              | Resultado | Visitante         | Estadio                | Fecha           |          |
| ------------------ | --------- | ----------------- | ---------------------- | --------------- | -------- |
| Villa Dálmine      | 1 - 4     | Chacarita Juniors | Villa Dálmine          | 24 de octubre   |          |
| Yupanqui           | 3 - 0     | Central Ballester | Yupanqui               | 24 de octubre   |          |
| Argentino (M)      | 1 - 10    | Boca Juniors      | Argentino de Merlo     | 22 de noviembre |          |
| River Plate        | 2 - 2     | Independiente     | Defensores de Belgrano | 22 de noviembre |          |
| Libre: Sacachispas |           |                   |                        |                 |          |

| Fecha 15                 | Fecha 15  | Fecha 15      | Fecha 15               | Fecha 15       | Fecha 15 |
| Local                    | Resultado | Visitante     | Estadio                | Fecha          |          |
| ------------------------ | --------- | ------------- | ---------------------- | -------------- | -------- |
| Boca Juniors             | 2 - 0     | River Plate   | Boca Juniors Auxiliar  | 1 de noviembre |          |
| Chacarita Juniors        | 0 - 2     | Yupanqui      | Chacarita Juniors      | 1 de noviembre |          |
| Independiente            | 3 - 1     | Villa Dálmine | Independiente Auxiliar | 1 de noviembre |          |
| Sacachispas              | 5 - 3     | Argentino (M) | Sacachispas Auxiliar   | 1 de noviembre |          |
| Libre: Central Ballester |           |               |                        |                |          |

| Fecha 16             | Fecha 16  | Fecha 16          | Fecha 16               | Fecha 16       | Fecha 16 |
| Local                | Resultado | Visitante         | Estadio                | Fecha          |          |
| -------------------- | --------- | ----------------- | ---------------------- | -------------- | -------- |
| Villa Dálmine        | 0 - 4     | Boca Juniors      | Villa Dálmine          | 7 de noviembre |          |
| River Plate          | 3 - 1     | Sacachispas       | Defensores de Belgrano | 8 de noviembre |          |
| Central Ballester    | 1 - 0     | Chacarita Juniors | Central Ballester      | 8 de noviembre |          |
| Yupanqui             | 6 - 2     | Independiente     | Club Savio 80          | 8 de noviembre |          |
| Libre: Argentino (M) |           |                   |                        |                |          |

| Fecha 17                 | Fecha 17  | Fecha 17          | Fecha 17               | Fecha 17        | Fecha 17 |
| Local                    | Resultado | Visitante         | Estadio                | Fecha           |          |
| ------------------------ | --------- | ----------------- | ---------------------- | --------------- | -------- |
| Argentino (M)            | 0 - 1     | River Plate       | Argentino de Merlo     | 29 de noviembre |          |
| Boca Juniors             | 5 - 0     | Yupanqui          | Boca Juniors Auxiliar  | 29 de noviembre |          |
| Independiente            | 0 - 1     | Central Ballester | Independiente Auxiliar | 29 de noviembre |          |
| Sacachispas              | 1 - 0     | Villa Dálmine     | Sacachispas Auxiliar   | 13 de diciembre |          |
| Libre: Chacarita Juniors |           |                   |                        | 13 de diciembre |          |

| Fecha 18           | Fecha 18  | Fecha 18      | Fecha 18                   | Fecha 18       | Fecha 18 |
| Local              | Resultado | Visitante     | Estadio                    | Fecha          |          |
| ------------------ | --------- | ------------- | -------------------------- | -------------- | -------- |
| Chacarita Juniors  | 0 - 1     | Independiente | Chacarita Juniors Auxiliar | 6 de diciembre |          |
| Villa Dálmine      | 1 - 0     | Argentino (M) | Villa Dálmine              | 6 de diciembre |          |
| Central Ballester  | 1 - 7     | Boca Juniors  | Central Ballester          | 6 de diciembre |          |
| Yupanqui           | 2 - 1     | Sacachispas   | Club Savio 80              | 6 de diciembre |          |
| Libre: River Plate |           |               |                            |                |          |

## Campeón
| XXX                     |
| Boca Juniors 1.º título |